# Wolfgang Fenner
Wolfgang Fenner (* 8. Juni 1934 in Leipzig) ist ein deutscher Verkehrsingenieur. Zwischen 1972 und 1997 war er Professor und Inhaber des Lehrstuhls/Instituts für Bahnsicherungstechnik an der Hochschule für Verkehrswesen (HfV; ab 1992: Fakultät Verkehrswissenschaften „Friedrich List“, Technische Universität Dresden).

## Leben
Fenner studierte ab 1952 Sicherungs- und Fernmeldetechnik an der Hochschule für Verkehrswesen (HfV). Nach dem Diplom (1956) war er als wissenschaftlicher Mitarbeiter am Lehrstuhl für Eisenbahn-Sicherungstechnik tätig. 1961 nahm er ein Zusatzstudium an der Leningrader Hochschule für Eisenbahnwesen (LISShT) auf. Im Jahr 1962 promovierte er an der Dresdner Verkehrshochschule.
Fenner nahm 1963 eine Beschäftigung als wissenschaftlicher Mitarbeiter in der Versuchs- und Entwicklungsstelle für das Sicherungs- und Fernmeldewesen der Deutschen Reichsbahn auf. Im Jahr 1964 wurde er zum Leiter der Hauptverwaltung für das Sicherungs- und Fernmeldewesen der Deutschen Reichsbahn ernannt.
Er erlangte 1971 die Lehrbefähigung an der HfV. Zum 1. September 1972 wurde er zum ordentlichen Professor für Verkehrssicherungstechnik an die Sektion Verkehrkybernetik der Hochschule für Verkehrswesen berufen. Von 1972 bis 1997 hatte er dort die Professur für Verkehrssicherungstechnik inne (ab 1992 an der neu gegründeten Fakultät Verkehrswissenschaften der TU Dresden). Zwischenzeitlich, 1986, hatte er die Promotion B zum Dr. sc. techn. erlangt (1991 umgewandelt in Dr.-Ing. habil.). Sein Nachfolger an der Professur ist Jochen Trinckauf.
Er lebt in Coswig.